# Thordisa lurca
Thordisa lurca (Er. Marcus & Ev. Marcus, 1967) è un mollusco nudibranchio della famiglia Discodorididae.